# Ute Verhoolen
Ute Verhoolen (née le 2 février 1948 à Gernsbach, morte le 13 novembre 2013 dans la même ville) est une journaliste et animatrice de télévision allemande.

## Biographie
Après des séjours au Royaume-Uni et en France, Ute Verhoolen entre à la Südwestfunk. En 1966, elle fait du volontariat dans la rédaction musicale. Au  début des années 1970, elle fait un stage dans un journal de Düsseldorf puis travaille pour un éditeur médical à Francfort.
En 1974, elle revient à la SWF, d'abord comme speakerine. En 1975, elle fait partie de l'équipe fondatrice de la radio SWF3 et anime aussi sur SWF1. Elle est aussi un temps reporter pour des émissions de télévision.
Dans les années 1980 et 1990, on voit souvent Ute Verhoolen comme speakerine au cours des soirées. En 1998, lors de la dissolution de la SWF pour la Südwestrundfunk, son contrat n'est pas renouvelé. Elle devient consultante pour l'agence de conseil en événements et en médias de son mari, Joachim Heiermann, l'ancien chef des programmes et des événements de Bäder- und Kurverwaltung Baden-Baden.
Verhoolen est aussi auteur pour la télévision. Parfois, elle travaille également comme actrice, humoriste et voix-off à la radio. En outre, elle anime des galas et des émissions de télévision. En 1996, elle fait partie du jury de Miss Allemagne.